# 강해원 (배드민턴 선수)
강해원(1986년 3월 19일~)은 대한민국의 배드민턴 선수이다.